# Луїджі Муссо
Луїджі Муссо (італ. Luigi Musso), (нар. 28 липня 1924, Рим, Королівство Італія — пом. 6 липня 1958, Реймс, Франція) — італійський автогонщик, пілот Формули-1 (1953-1958), переможець Targa Florio 1958 року народження, а також пілот 24 годин Ле-Мана (1955-1958), Champ Car (1958) і здобув 1 перемоги в Гран-прі Аргентини 1956 року.